# Catasticta poujadei
Catasticta poujadei är en fjärilsart som först beskrevs av Paul Dognin 1887.  Catasticta poujadei ingår i släktet Catasticta och familjen vitfjärilar.
Artens utbredningsområde är Ecuador. Inga underarter finns listade i Catalogue of Life.